# Терлецький Маркіян Антонович
Терлéцький Маркія́н Антóнович (1 листопада 1885 с. Полнятичі, Ярославського повіту, Галичина — 2 травня 1963 Бейсайд, Нью-Йорк) — український педагог та громадський діяч, історик. Брат Омеляна Терлецького.

## Життєпис
Народився 1 листопада 1885 року у с.Полнятичі Ярославського повіту у Польщі.
У 1908-1918 — учитель Перемиської гімназії. Служив в УГА у званні хорунжого. З 1919 по 1926 — на еміграції в Чехословаччині, 1923 — 1926 професор стародавньої історії в Українському високому педагогічному інституті у Празі.
По поверненні до Галичини, працював у «Рідній Школі» як директор в Яворові  та Станиславові, учитель у Чорткові й інспектор середніх шкіл (1934–1939) та редактор (1936–1939) часопису «Рідна Школа». З 1 жовтня 1940  по 1944 роки - другий і останній директор Української державної гімназії в Ярославі, де водночас у 1941-1944 читав курс історії України у 3-Б, 4-А, 4-Б, 5-А, у 6-му та 7-му класах. У цей же час (1941–1944) голова Українського Допомогового Комітету. На еміграції в Німеччині і (з 1949) у США. Помер у Нью-Йорку.

## Доробок
Терлецький Маркіян автор популярної короткої історії України та історичних нарисів. 